# Podvučnik
Podvučnik is een plaats in de gemeente Vrbovsko in de Kroatische provincie Primorje-Gorski Kotar. De plaats telt 3 inwoners (2001).